# Жарко Мариновић
Жарко Мариновић (Очинићи, код Цетиња, 20. јул 1911 — Београд, 4. април 1936) био је студент права и члан Комунистичке партије Југославије, убијен 4. априла 1936. током студентског штрајка. Овај датум се празнује као Дан студената Београдског универзитета.

## Биографија
Рођен је 20. јула 1911. у селу Очинићима, у близини Цетиња. Године 1920. у деветој години је остао без оба родитеља. После завршетка основне школе у родном селу, уписао је гимназију на Цетињу. Пошто није имао средстава за живот у граду, морао је свакодневно путовати око 15 километара до школе.
Као ученик цетињске гимназије, приступио је револуционарном омладинском покрету, који је имао своју јаку организацију у гимназији. Учествовао је у неколико штрајкова ученика гимназије током 1931. и 1932, писању комунистичких парола и др. Био је учесник и познатог штрајка ученика цетињске гимназије од 5. децембра 1932. у којем је учествовало 144 ученика. Овај штрајк је успео и нико од учесника није био искључен из школе, иако је било предлога из полиције да се гимназија затвори.
Године 1933. Жарко је завршио гимназију. Имао је жељу да студира право, али због недостатка средстава није могао наставити школовање. Уз помоћ другова из гимназије и помоћи Фонда за сиромашне ученике успео је да оде у Београд и упише се на Правни факултет. Доласком на Београдски универзитет одмах се повезао са револуционарним студентским покретом, у којем су тада учествовали многим млади револуционари: Вељко Влаховић, Владо Поповић, Светозар Вукмановић Темпо, Рифат Бурџовић, Цвијетин Мијатовић, Милош Минић, Осман Карабеговић, Ђоко Ковачевић и други. Током студија примљен је и у чланство Комунистичке партије Југославије (КПЈ). Током распуста, политички је деловао у Црној Гори у околини Цетиња.
Пошто је активност револуционарног студентског покрета на Београдском универзитету, током тридесетих година, била веома развијена - организовани су чести штрајкови и друге акције. Власт је неколико пута покушавала да сузбије ту борбу. Пошто ни оснивање омладинске „Организације југословенских националиста“ (ОРЈУНА) није довело до резултата и смањивања активности револуционарног покрета, власт је одлучила да уведе Универзитетску полицију. Овом предлогу су се оштро успротивили студенти, али и многи професори. Секретар Универзитетског комитета КПЈ Ђоко Ковачевић, студент права и председник Акционог одбора студената Вељко Влаховић, организовали су крајем марта студентски штрајк чији је почетка био заказан за 3. април. Вељко Влаховић је одмах потом отпутовао, најпре у Загреб, а потом у Љубљану, где је са тамошњим студентима договорио подршку њихових студентских организација.
Штрајк студената отпочео је 3. априла и истовремено је захватио све Универзитете у земљи - Београдски, Загребачки, Љубљански, Скопљански и Суботички; и имао је јединствен програм и захтеве изложене у 16 тачака. Овај штрајк завршио се успешно 28. априла и познат је под именом Априлски штрајк. Као резултат штрајка повучена је одлука о завођењу полиције на Универзитету, смењен ректор Владимир Ћоровић и за новог изабран Драгослав Јовановић. На самом почетку штрајка, 4. априла, при покушају полиције и студената-орјунаша да заузму зграде факултета, дошло је до великих сукоба, од којих је најјачи и најтрагичнији био онај испред зграде Патолошког института Медицинског факултета у којем је убијен Жарко Мариновић. Он се налазио у групи студената која се налазила испред зграде, када је студент права и члан националистичке „Организације националних студената“ (ОРНАС), која је била део „Орјуне“, Слободан Недељковић ножем насрнуо на студента права Јована Шћепановића. Жарко је тада притрчао да одбрани друга, али му је тада студент Недељковић задао два ударца камом у леђа.
Вест о погибији Жарка Мариновића одјекнула је широм Београдског универзитета, а убрзо се прочула и на другим Универзитетима. Она је још више охрабрила студенте у њиховој борби за аутономију Универзитета и скренула пажњу јавности. На вест о смрти прва је реаговала Организација уједињене студентске омладине, која је издала летак у ком је оштро осудила чин његовог убиства. Власт је одмах после извршене обдукције, одлучила да се сахрана одржи сутрадан у осам ујутру на Новом гробљу. Полиција је овим чином желела да избегне нове сукобе са студентима, који су опседали зграду мртвачнице. Од раног јутра 5. априла, колоне од неколико хиљада студената су из неколико праваца кренуле ка Новом гробљу. Пошто од стране полиције биле заустављене у тој намери, дошло је до неколико сукоба с полицијом у Гробљанској улици (данас Рузвелтова улица). Упркос полицијским мерама, студенти су читавог дана обилазили Жарков гроб, који се налазио на периферији гробља и полагали цвеће.
Вест о његовој погибији и сахрани, веома бурно је одјекнула у Црној Гори. У недељу 7. априла, у његовом родном селу Очинићима, код Цетиња, био је одржан помен уз присуство великог броја грађана из свих крајева Црне Горе. Овај помен је такође био претворен у политички збор на ком су иступали чланови КПЈ. Његова смрт је била крупан политички догађај у Црној Гори и послужила је за многе протесте широм Црне Горе, као и за крвави Белведерски скуп, јуна 1936. године. Суђење за Жарково убиство одржано је јуна 1936. године. Познати адвокати Никола Ђоновић и др Радоје Вукчевић, понудили су Жарковој породици да их бесплатно заступају пред судом, док су окривљеног Недељковића бранили Димитрије Љотић и Милан Марјановић. Окривљени је на суђењу проглашен кривим и осуђен је на петогодишњу затворску казну.
У периоду до почетка Другог светског рата, студенти Београдског универзитета су сваке године, упркос забрани, обележавали 4. април - дан Жаркове смрти. На деветогодишњицу његове смрти 9. априла 1945. године његов гроб је уређен, а на Дан борца, 4. јула 1954. на њему је свечано откривена спомен-плоча. Истог дана донета је одлука да се 4. април обележава као Дан студената Београдског универзитета. Иако је још од његове сахране, 1936, постојала иницијатива о преносу његових посмртних остатака у родно место, 1970. донета је одлука о њиховом преносу у Алеју заслужних грађана на Новом гробљу у Београду, која је извршена 15. јуна 1972. године.

### Породица
Читава породица Жарка Мариновића учествовала је у радничком покрету и Народноослободилачкој борби. Деца његовог рођеног стрица - браћа Јован и Ђуро и сестра Даница су били предратни чланови Комунистичке партије и носиоци Партизанске споменице 1941. Такође и троје његових рођака - Никола, Лука и Шако су погинули током рата као партизански борци.